# Pháp nhân
Pháp nhân là một định nghĩa trong luật pháp về một thực thể mang tính hội đoàn, thường dùng trong luật kinh tế. Về pháp nhân có rất nhiều quan điểm và học thuyết như: có thuyết cho pháp nhân là một chủ thể giả tạo, có thuyết cho nó là một chủ thể thực sự v.v.. nhưng quan trọng nhất pháp nhân chỉ ra được các thực thể hội đoàn có những biểu hiện tương tự như thể nhân.
Pháp nhân có nhiều định nghĩa, song theo pháp luật Việt Nam thì pháp nhân là những tổ chức có tư cách pháp lý độc lập để tham gia các hoạt động pháp lý khác như chính trị, kinh tế, xã hội... Một cá nhân, tổ chức không có tư cách pháp nhân thì cũng không được pháp luật công nhận có quyền ký kết các văn kiện pháp lý về kinh tế, chính trị, xã hội (nếu cố tình ký kết thì văn bản đó vẫn sẽ bị coi là vô hiệu lực).

## Đặc điểm
Một tổ chức được công nhận là pháp nhân khi thỏa mãn 4 dấu hiệu sau đây (quy định tại Điều 74 Bộ luật dân sự năm 2015): 
- Được thành lập theo quy định của bộ luật dân sự hoặc là luật khác có liên quan.
- Phải có cơ cấu tổ chức chặt chẽ: là cấu trúc nội tại bên trong bao gồm các cơ quan lãnh đạo, bộ phận chuyên môn của tổ chức, đảm bảo cho tổ chức có khả năng thực tế để hoạt động và điều hành đảm bảo tính nhất quán trong hoạt động pháp nhân;
- Có tài sản độc lập với cá nhân, tổ chức khác và tự chịu trách nhiệm bằng tài sản đó: điều này có nghĩa là pháp nhân tự chịu trách nhiệm tài sản của mình và trong giới hạn tài sản của mình nghĩa là trả nợ hết tài sản thì thôi, năng lực trách nhiệm pháp nhân gọi là trách nhiệm hữu hạn, trừ trường hợp ngoại lệ là các công ty hợp danh thì thành viên hợp danh phải chịu trách nhiệm vô hạn;
- Nhân danh mình tham gia các quan hệ pháp luật một cách độc lập.